# 3831 Pettengill
3831 Pettengill è un asteroide della fascia principale. Scoperto nel 1986, presenta un'orbita caratterizzata da un semiasse maggiore pari a 2,1670803 UA e da un'eccentricità di 0,1955490, inclinata di 4,57876° rispetto all'eclittica.